# Rituvík
Rituvík – miejscowość na Wyspach Owczych, w gminie Runavíkar, na wyspie Eysturoy, licząca obecnie (I 2015 r.) 260 mieszkańców. Kod pocztowy: FO-640.

## Historia
Miejscowość założono w 1873 roku.

## Demografia
Według danych Urzędu Statystycznego (I 2015 r.) jest 36. co do wielkości miejscowością Wysp Owczych.